# Yochai Benkler
Yochai Benkler (Givatayim, 1964) é um professor israelo-estadounidense da escola de direito na Universidade Harvard. Escreve sobre a Internet e a economia da sociedade em rede, bem como sobre a organização da sua infraestrutura.
A abordagem de Benkler se baseia nos bens culturais comuns, considerando a gestão de recursos nos ambientes em rede. Ele criou o conceito de  produção por pares baseada nos bens comuns (en inglês, Commons-based peer production)  para descrever os esforços de colaboração baseados na partilha de informação, como nos casos do software livre e de código aberto e da Wikipédia.  Ele também utiliza o conceito de "economia da informação em rede", que se refere a um "sistema de produção, distribuição e consumo de bens de informação caracterizado por uma ação individual descentralizada levada a cabo através de meios amplamente distribuídos e não mercantis que não dependem de estratégias de mercado".

## Obras
Dentre suas obras, destacam-se o livro A Riqueza das Redes (em inglês: The Wealth of Networks) e o artigo Coase's Penguin, or, Linux and the Nature of the Firm, publicado em 2002.

### The Penguin and the Leviathan: How Cooperation Triumphs over Self-Interest
Publicado em 2011, o livro rejeita a hipótese de que o egoísmo dirige o comportamento humano e acabou por moldar os sistemas sociais nos quais vivemos e trabalhamos. Benkler propõe uma alternativa, um modelo  que enfatiza a cooperação e a colaboração. O pinguim do título (em português O Pinguim e o Leaviatã: como a cooperação triunfa sobre o interesse próprio) é uma referência ao sistema operacional Linux, cujo símbolo é o pinguim. O Linux é um sistema operacional cujo desenvolvimento resultou da colaboração de pessoas de todo o mundo. Já o Leviatã é alusivo à obra de Hobbes, que argumenta em favor de um governo com soberania absoluta. Segundo Benkler, Hobbes engendrou um monstro, a "imagem icônica de um estado de controle".

### The Wealth of Networks: How Social Production Transforms Markets and Freedom
Publicado em 2006, o livro (cujo título, traduzido literalmente em português, é A riqueza das redes: como a produção social transforma os mercados e a liberdade) está disponível integralmente na Internet, sob licença Creative Commons não comercial e inicialmente tinha a particularidade de ser editável, sendo que alguns leitores acrescentaram commentários e links à versão online. Segundo o autor, esse experimento serviria para provar que, no futuro, autores e leitores poderiam se interligar e até mesmo colaborar.  Em The Wealth of Networks, Benkler aborda o impacto social da Internet, com ênfase na ação social, individual ou coletiva. Faz um relato minucioso sobre os atuais meios de comunicação e informação relacionando-os com o Direito, tecnologia e redes.. Segundo Dan Hunter, a obra de Benkler oferece algo similar a uma Teoria Geral da Política de Informação na era das redes, abordando questões relativas a legislação e políticas para a Internet.

### Network Propaganda: Manipulation, Disinformation and Radicalization in American Politics
Publicado em 2018, o livro (cujo título, traduzido literalmente em português é Propaganda em Rede: Manipulação, Desinformação e Radicalização na Política Americana) escrito por Benkler,  Robert Faris e Hal Roberts,  discute se as redes sociais estão ou não destruindo a democracia. Aborda a eleição de Donald Trump em 2016 e todas as polêmicas envolvidas na sua campanha eleitoral, na qual as novas tecnologias tiveram um papel decisivo para a sua vitória e teriam sido responsáveis  pela sensação de uma onda de "pós-verdade", quando a desinformação prospera. 

## Benkler e visão econômica
Em 2017, Benkler concedeu uma  entrevista a El Diário,  na qual apresentou sua visão sobre a economia e a crise financeira. Segundo ele, a partir de 1980, em países onde a visão neoliberal predominava, especialmente os Estados Unidos e oReino Unido,  ocorreu um grande aumento de desigualdade. Em cada um desses casos, verifica-se uma rejeição ao sistema existente, com a vitória de candidatos que propõem soluções baseadas no nacionalismo econômico e o ódio às minorias. Tanto a eleição de Trump como o Brexit estão relacionadas com uma ordem econômica baseada na liberalização sistemática, em benefício de uma pequena parcela da população. "A lógica do mercado reduz tudo a um preço e é insensível aos valores ou às motivações que não são inspirados pelos lucros. 
Outro ponto abordado na entrevista é a discussão sobre quem organiza melhor a economia - o Estado ou o mercado. Para Benkler, é necessário revisar e reescrever todo o sistema econômico de acordo com novas regras, impulsionando valores como a colaboração. Em sistemas colaborativos, a tendência é de que as pessoas fiquem mais motivadas e compartilhem objetivos comuns. Segundo ele: "As organizações que estimulam nossos sentimentos de generosidade e cooperação são muito mais eficientes que aquelas que assumem que somos movidos apenas por interesse próprio."
A Internet possibilitou o surgimento de novas formas de produção criativa e com elas também surgiu a cultura da cooperação. Antigamente, ninguém imaginava ser possível porém atualmente essas formas tornaram-se uma tendência na economia e na sociedade. "Não se baseiam na propriedade privada e nas patentes mas, ao contrário, na cooperação livre e voluntária entre indivíduos interconectados por todo o mundo. É uma forma de bem comum adaptada ao século XXI: são bens comuns digitais".
Benkler afirma que a queda do comunismo fortaleceu a ideia de que os modelos baseados na organização coletiva conduziam à ineficiência e à tragédia - o que explica a tendência à desregulamentação da economia e a privatização, desde então. Os efeitos disso apareceriam na crise de 2008. Benkler apresenta a economia dos bens comuns como uma alternativa coerente à ideologia neoliberal, que, segundo ele, leva a um beco sem saída.
Como exemplo de bem comum apresenta, além dos bens comuns digitais, o modelo de gestão do espectro Wi-Fi. Apesar de existirem algumas normas, o seu espectro pode ser utilizado de forma livre por todos. Segundo Benkler, essa abertura e flexibilidade são incomuns no setor de telecomunicações. Como contraponto ele cita a frequência de rádio FM-AM, que requer licenças de usuário. Por conta disso, o Wi-Fi tornou-se indispensável nos setores mais avançados da economia como também no  mundo acadêmico, cultural, musical e da informação, onde o conhecimento passou a ser considerado como um bem comum que pode e deve ser compartilhado de maneira livre.
Benkler afirma que o bem comum é imprescindível para qualquer economia. Sem acesso livre ao conhecimento e à informação, aos espaços públicos nas cidades, aos serviços públicos e à comunicação, não é possível organizar uma sociedade. Os mercados também dependem do livre acesso aos bens comuns para existir, ainda que depois tentem privatizá-los. Segundo Benkler, os bens comuns e os mercados podem coexistir lado a lado. A ideia de que uma empresa deve obter o máximo lucro para satisfazer os acionistas é preponderante porque a ideologia neoliberal domina a agenda política e a regulamentação, nos últimos 40 anos. "Quando uma sociedade coloca os bens comuns no centro, protege-os e contribui para seu crescimento, então podem conviver diversos modelos de organização econômica, tanto projetos de bens comuns, como privados, públicos e sem fins lucrativos. Uma economia baseada em bens comuns coloca as pessoas no centro, com suas diferentes motivações."

## Prêmios
- 2006 – Donald McGannon Award for Social and Ethical Relevance in Communications Policy Research[13]
- 2006 – Public Knowledge IP3 Award[14]
- 2007 – EFF Pioneer Award[15]
- 2008 – The American Sociological Association Section on Communication and Information Technologies (CITASA) Book Award[16]
- 2009 – Don K. Price Award[17]
- 2011 – Ford Foundation Visionaries Award[18]